# Mid-Channel
Mid-Channel er en amerikansk stumfilm fra 1920 af Harry Garson.

## Medvirkende
- Clara Kimball Young som Zoe Blundell
- J. Frank Glendon som Theodore Blundell
- Edward Kimball som Peter Mottram
- Bertram Grassby som Leonard Ferris
- Eileen Robinson som Mrs. Pierpont
- Helene Sullivan som Mrs. Annerly
- Katherine Griffith som Ethel Pierpont
- Jack Livingston som Claude Roberts
- Frank Coghlan Jr.